# Røyknes Station
Røyknes er en lille norsk landsby med omkring 100 indbyggere i Vennesla i Agder fylke. Stedet voksede op som stationssted ved Setesdalsbanen i 1895 (nedlagt 1962), og som følge af udviklingen i Nomeland kraftværker i nabokommunen Iveland i 1920.
I dag drives en museumsjernbane den 8 km lange strækning mellem Røyknes Station og Grovane Station længere syd i Vennesla kommune.